# 토령역
토령역(土嶺驛)은 조선민주주의인민공화국 함경남도 고원군 천성리에 위치한 평라선의 역이다. 여객과 화물을 모두 취급한다.

## 연혁
- 일자 불명: 영업 개시.